# Hopfenforschungszentrum Hüll

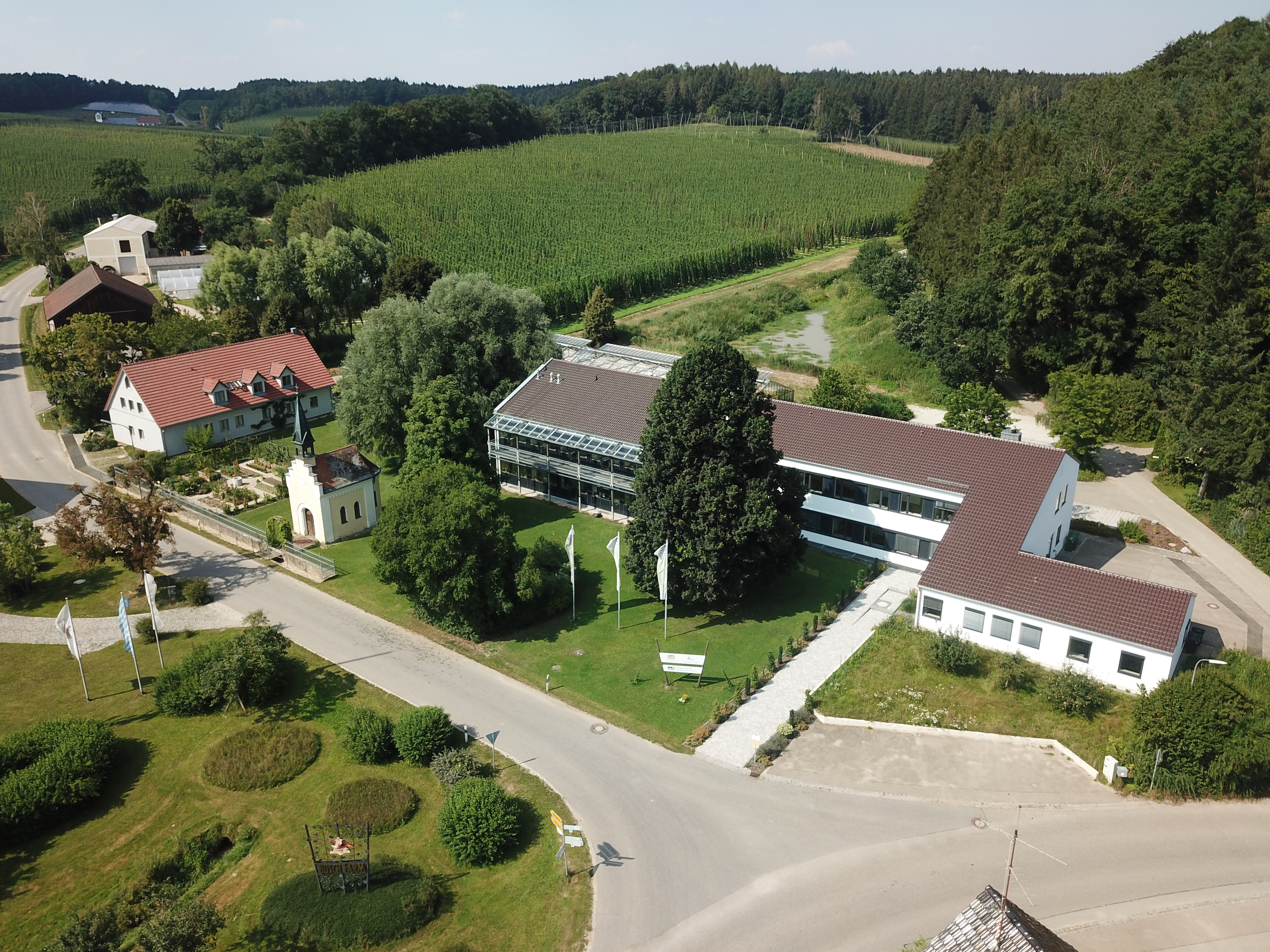
Hopfenforschungszentrum Hüll 2020

Das Hopfenforschungszentrum Hüll ist eine gemeinsame Einrichtung der privatrechtlichen Deutschen Gesellschaft für Hopfenforschung e.V. und des Freistaats Bayern, die im Ortsteil Hüll von Wolnzach im Zentrum der Hallertau angesiedelt ist. Sie ist weltweit die bedeutendste Forschungseinrichtung zu allen Fragen rund um den Hopfen als Sonderkultur.
Zielsetzung ist die Rohstoffsicherung für die Brauwirtschaft sowie die Erhaltung der Hopfenbaubetriebe in Deutschland und weltweit.

## Geschichte
Die Initialzündung für die Gründung eines Hopfenforschungsinstitutes in der Hallertau entstand in den 1920er-Jahren, als die Pilzkrankheit Falscher Mehltau (Pseudoperonospora humuli) die Ernten in der Region praktisch völlig vernichtete. Darum wurde auf Betreiben der Brauereiwirtschaft 1926 die Gesellschaft für Hopfenforschung (kurz GfH) gegründet und das Gut Hüll als Sitz eines Forschungsinstitutes erworben.

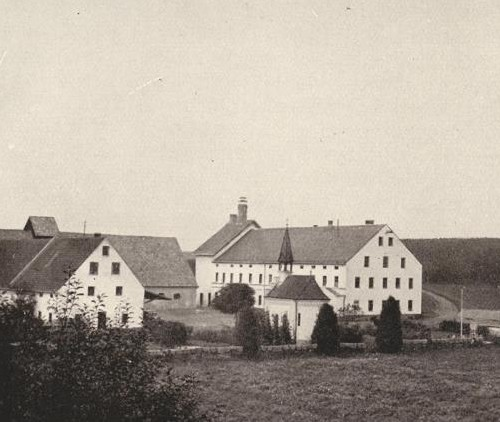
Hopfengut Hüll 1926

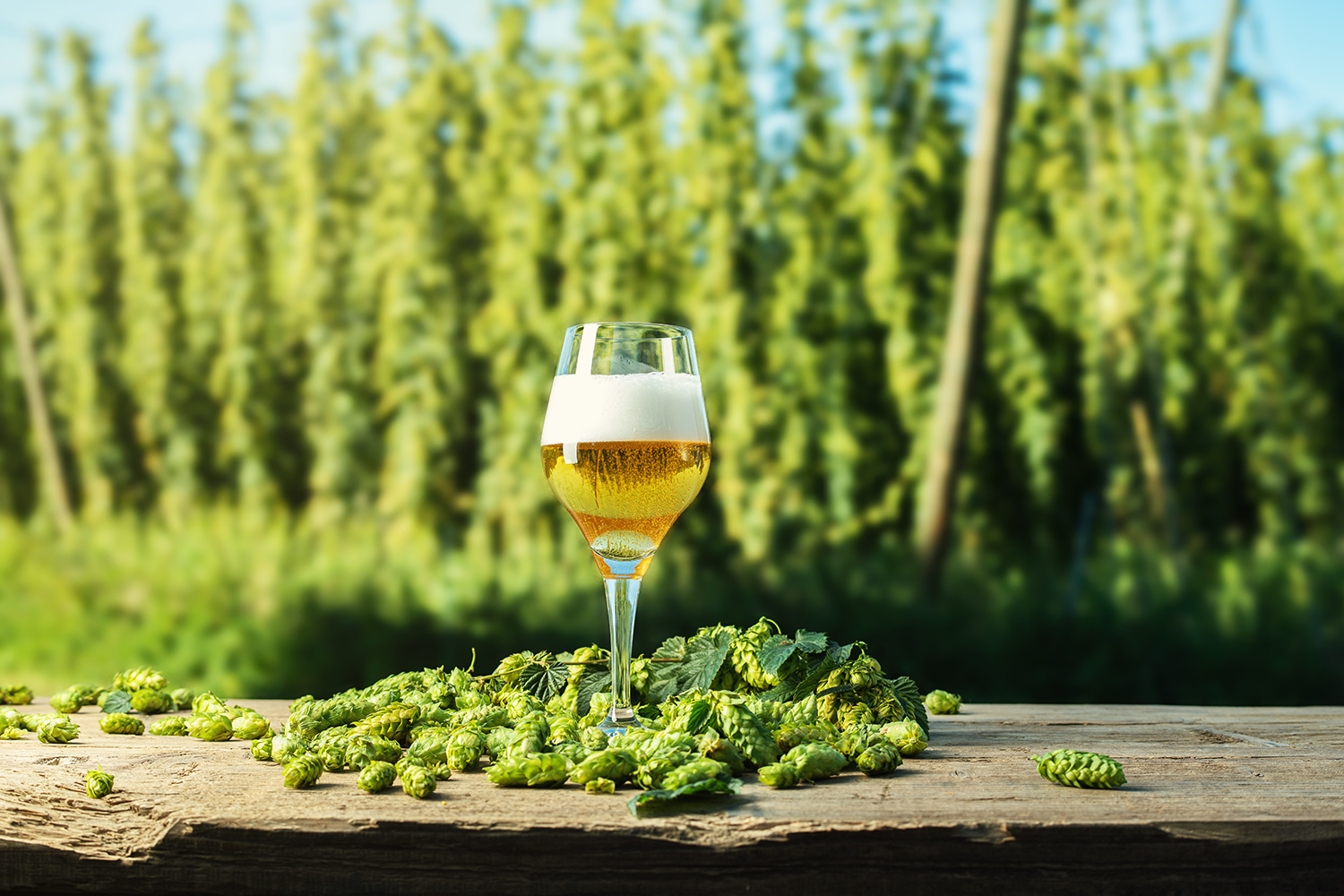
Rohstoff und Endprodukt – das grüne Gold der Hallertau

Seit den 1970er-Jahren ist der Freistaat Bayern per Kooperationsvertrag am Forschungszentrum beteiligt. Heute ist es in das Institut für Pflanzenbau und Pflanzenzüchtung der Bayerischen Landesanstalt für Landwirtschaft eingegliedert. Das Zentrum besteht aus fünf Forschungsabteilungen, die sich in enger Zusammenarbeit den Herausforderungen des modernen Hopfenanbaus widmen:
- Hopfenbau und Produktionstechnik
- Pflanzenschutz
- Züchtungsforschung
- Hopfenqualität und Analytik
- Ökologische Fragen des Hopfenbaus

Mit Stand 2020 wurden auf 83,8 % der deutschen Hopfenanbauflächen Züchtungen aus Hüll angebaut. Von aktueller wirtschaftlicher Bedeutung sind die Bittersorten  Herkules (Anbaufläche in Deutschland 2021: 6974 ha) und Hallertauer Magnum (1861 ha) sowie die Aromasorten Perle (3331 ha), Hallertauer Tradition (2844 ha), Spalter Select (558 ha) und Saphir (395 ha). Ebenfalls im heutigen Dorf Hüll ist die so genannte Busch-Farm angesiedelt, ein Versuchs-Hopfengut des ehemals drittgrößten Bierproduzenten der Welt, Anheuser-Busch, der nach der Übernahme durch InBev seit November 2008 nur noch einen Teil des mittlerweile weltweit größten Braukonzerns Anheuser-Busch InBev darstellt.